# 波塔托帕奇 (亞利桑那州)
波塔托帕奇（英語：Potato Patch）是位於美國亞利桑那州亞瓦派縣的一個非建制地區。該地的面積和人口皆未知。

## 地理
波塔托帕奇的座標為34°25′48″N 112°24′51″W / 34.43000°N 112.41417°W，而該地的平均海拔高度為2091米（即6860英尺）。